# Veiko Ounpuu
Veiko Ounpuu   (Saaremaa, 16 de març de 1972) és un director de cinema i guionista estonià que és conegut sobretot per les seves pel·lícules artístiques Bola de tardor (Sügisball, 2007) i La temptació de Sant Toni (Püha Tõnusamine, 2009). Les pel·lícules d'Õunpuu solen ser pel·lícules artístiques de ritme lent amb personatges excèntrics.

## Treball cinematogràfic
El 2006 va escriure i dirigir el curtmetratge independent Buit (Tühirand). L'any 2007 va adaptar la novel·la de Mati Unt Bola de tardor (Sügisball) que va guanyar el premi Horizon al 64a Mostra Internacional de Cinema de Venècia, que segueix sent el màxim reconeixement internacional que una pel·lícula estoniana ha rebut mai.
El 2010, el segon llargmetratge d'Õunpuu, La temptació de Sant Toni (Püha Tõnu kiusamine) es va projectar al Festival de Cinema de Sundance. La pel·lícula va ser seleccionada com a presentació d'Estònia per l'Oscar a la millor pel·lícula de parla no anglesa a la 83a edició dels Premis de l'Acadèmia, però no va arribar a la llista final.
El seu tercer llargmetratge Gamma lliure es va estrenar al Festival Internacional de Cinema de Berlín el 2014 i el quart Roukli (2015) al 28è Festival Internacional de Cinema de Tòquio el 2016. Gamma lliure va ser seleccionada com a entrada estoniana a la millor pel·lícula en llengua estrangera als 86è Premis de l'Acadèmia, però no va ser nominada.
Õunpuu també ha fet dues direccions escèniques al teatre NO99 de Tallinn. El 2010 l'obra de teatre de Rainer Werner Fassbinder Ciutat, escombraries i mort i el 2016 Mare coratge de Bertolt Brecht.

## Filmografia
Director
- Els últims (2020)
- Roukli (2015)
- Gamma lliure (2013)
- La temptació de Sant Toni (2009) (Püha Tõnu kiusamine)[4]
- Bola de tardor (2007) (Sügisball)[5]
- Buit (2006) (Tühirand) (curtmetratge).

Festival de Cinema de Venècia
- Guanyat: Premi Horizon de Venècia per Bola de tardor (2007) (Sügisball)

Festival de cinema de Sundance
- Nominat: Gran Premi del Jurat - World Cinema - Dramàtic per La temptació de Sant Toni (2007) (Püha Tõnu kiusamine)

Festival Internacional de Cinema de Karlovy Vary
- Guanyat: Premi East of West - Menció especial per La temptació de Sant Toni (2007) (Püha Tõnu kiusamine)